# 屈里乌斯
屈里乌斯（法語：Cuiry-Housse，法語發音：[kɥiʁi us]）是法国上法蘭西大區埃纳省的一个市镇，属于苏瓦松区。

## 地理
屈里乌斯（49°17'41"N, 3°29'32"E）面积8.54 平方千米，位于法国上法蘭西大區埃纳省，该省份为法国北部内陆省份，北起北部省，西接索姆省和瓦兹省，东临阿登省和马恩省，西南至塞纳-马恩省，东北部与比利时接壤。
与屈里乌斯接壤的市镇（或旧市镇、城区）包括：阿尔西圣雷斯蒂蒂、茹艾涅、莱日、马斯特和维奥莱讷。

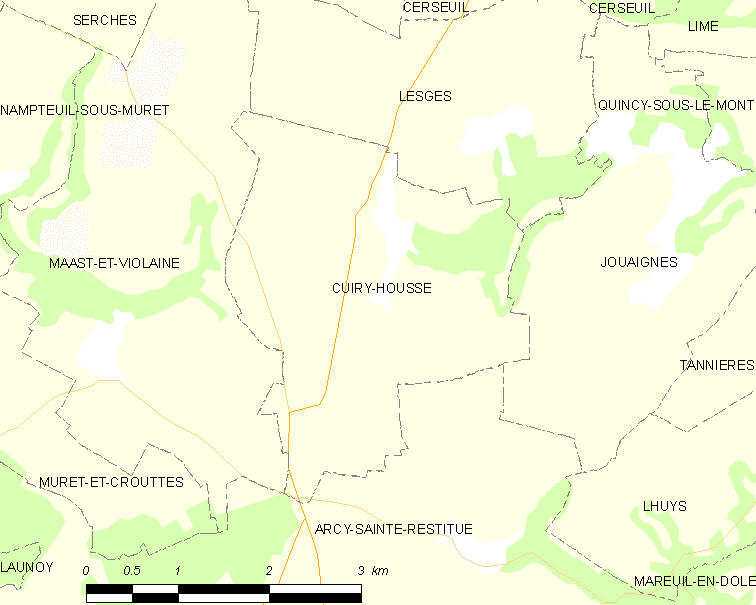
屈里乌斯的OSM定位图

屈里乌斯的时区为UTC+01:00、UTC+02:00（夏令时）。

## 行政
屈里乌斯的邮政编码为02220，INSEE市镇编码为02249。

## 政治
屈里乌斯所属的省级选区为维莱科特雷县。

## 人口

1962-2008年间屈里乌斯人口变化图示

屈里乌斯于2022年1月1日时的人口数量为102人。